# خيمة (علم النبات)
الخيمة أو النورة الخيمية أو الخَيْمية (بالإنجليزية: Umbel)‏ في علم النبات هي نَورة مركبة متفرعة. سويقات الزُهيرات في هذه النورة متساوِية الطول وتنشأ من نقطة واحدة. تُسمى كل خيمة صغيرة تؤلف مع بمجموعها رفيقاتها خيمة مركبة، خُيَيْمَة.
من أمثلتها نورات نباتات الفصيلة الخيمية مثل الجزر الشائع والشمرة الشائعة. قد تكون النورة الخيمية بسيطة (مثل نورة العشقة المتسلقة) أو مركبة (مثل نبات الجزر الشائع).

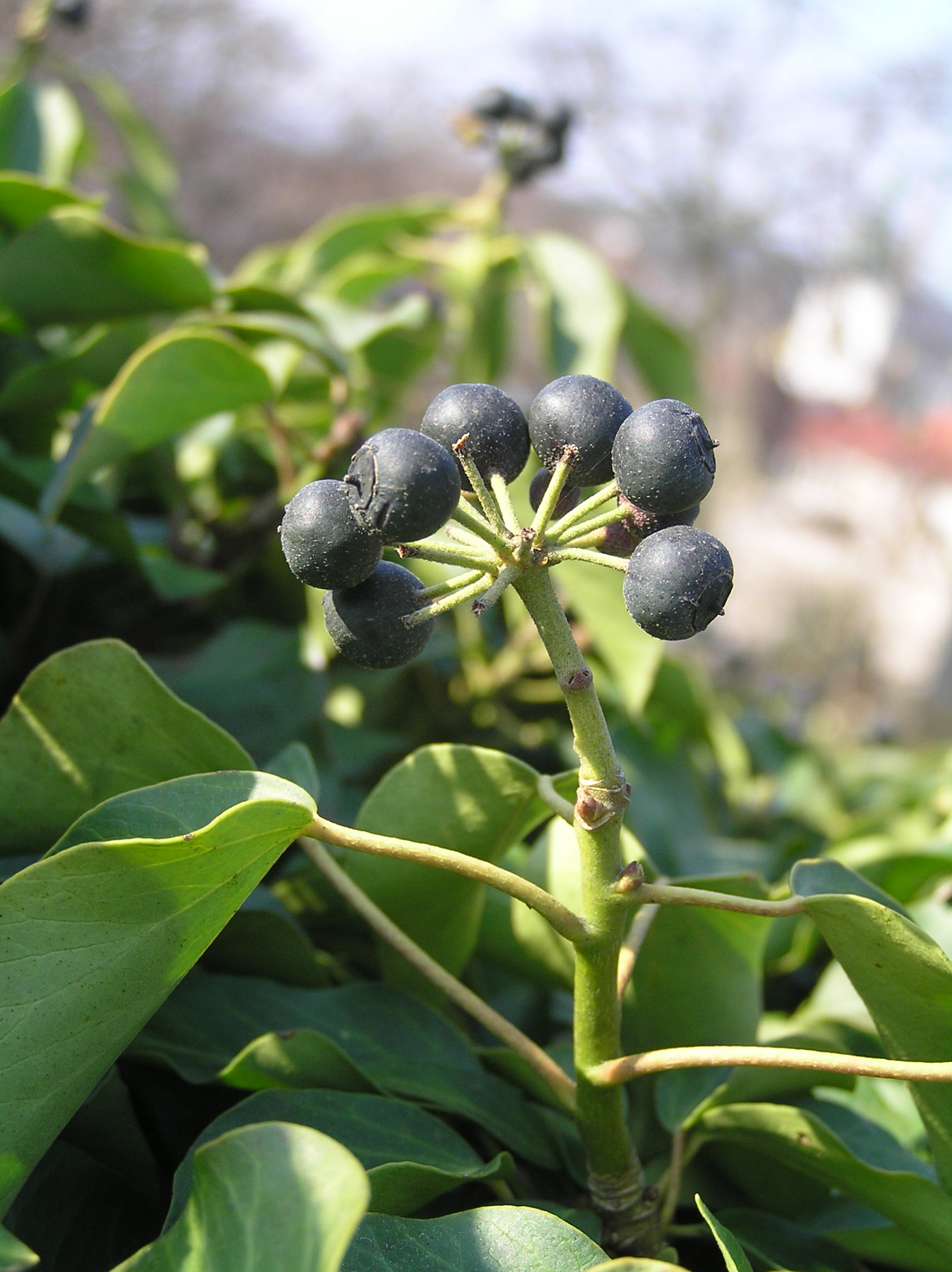
النورة الخيمية في نبات العشقة المتسلقة

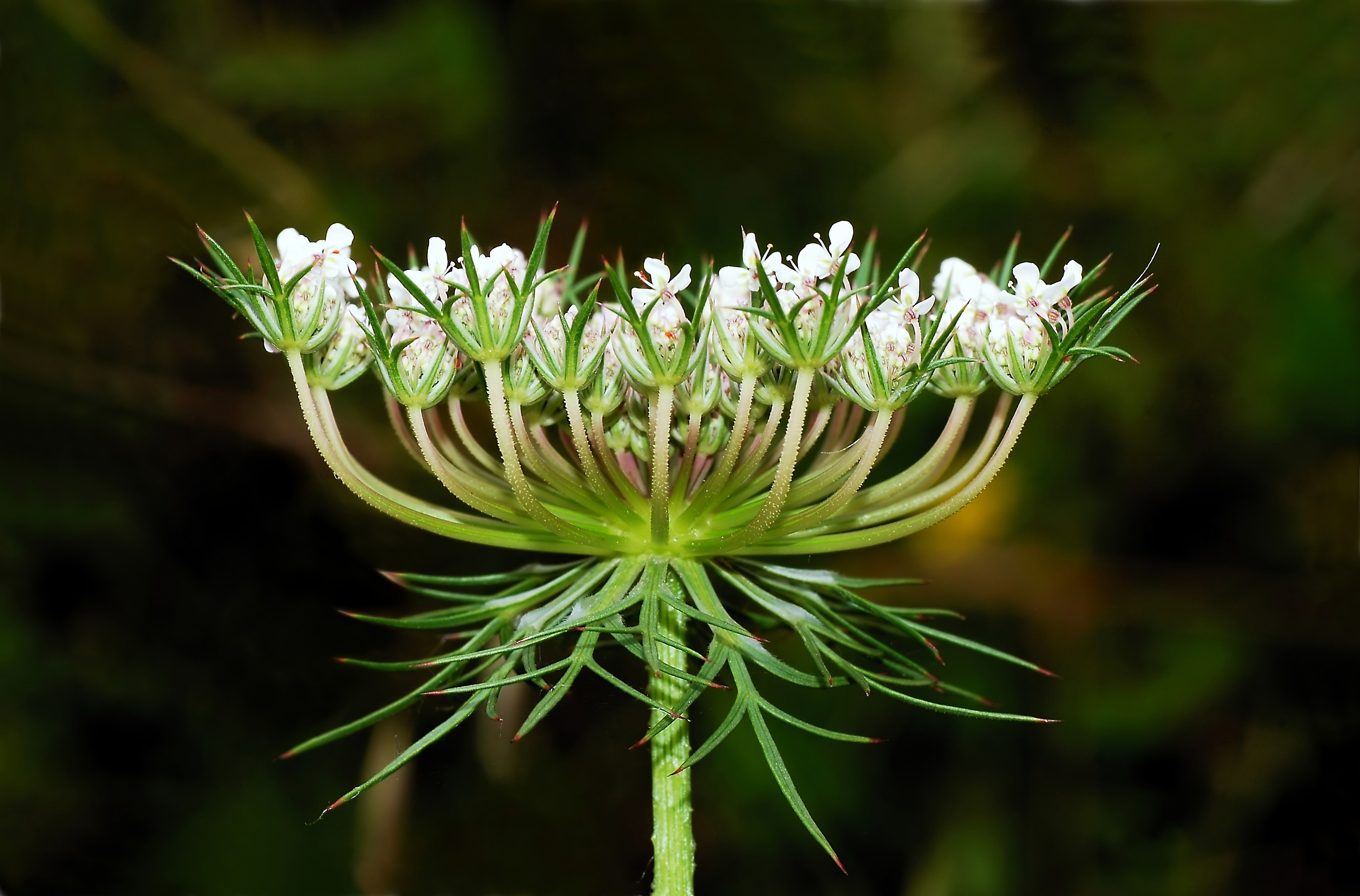
النورة الخيمية في نبات الجزر الشائع

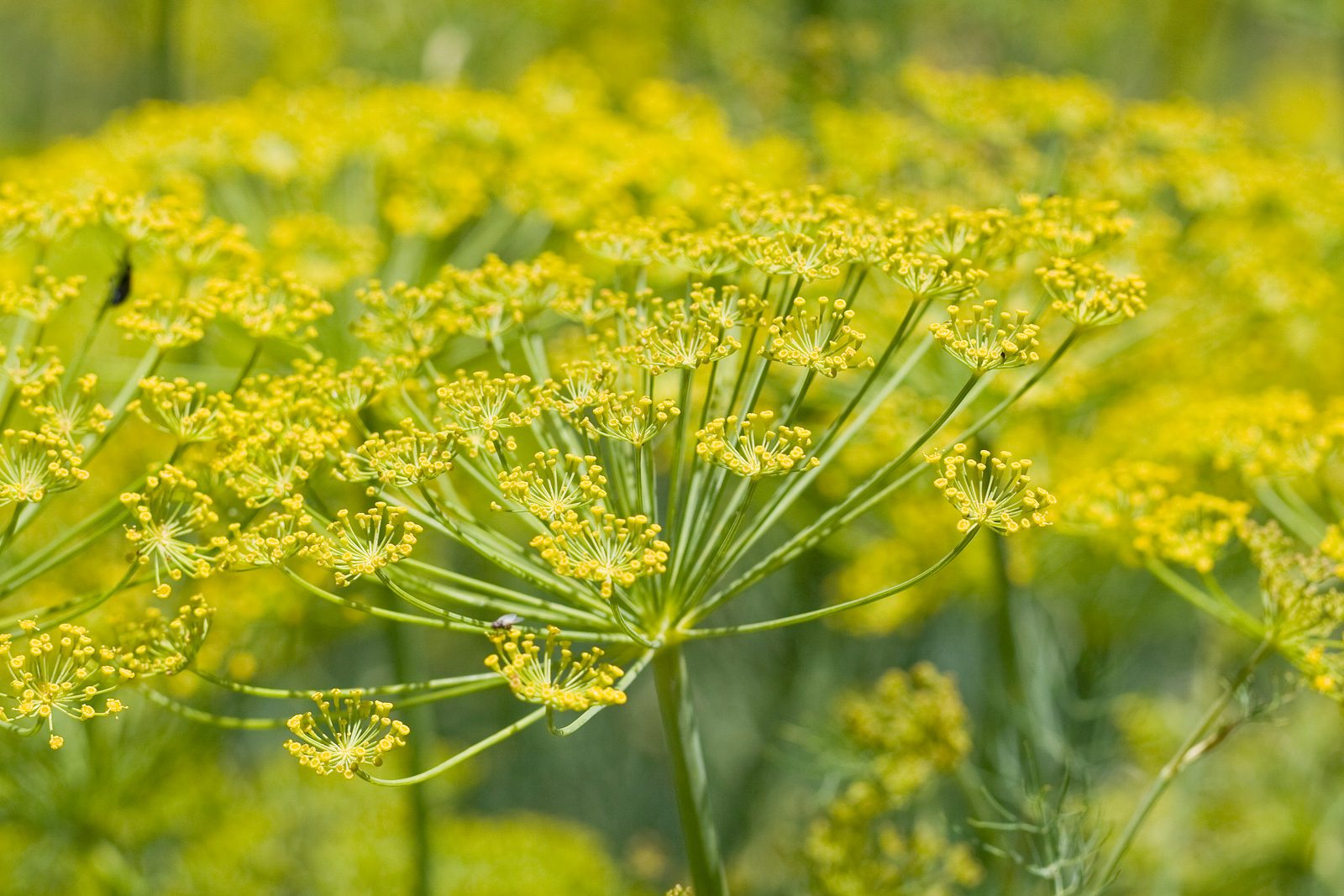
النورة الخيمية في نبات الشمرة الشائعة

النورة الخيمية البسيطة

النورة الخيمية المركبة

## معرض صور

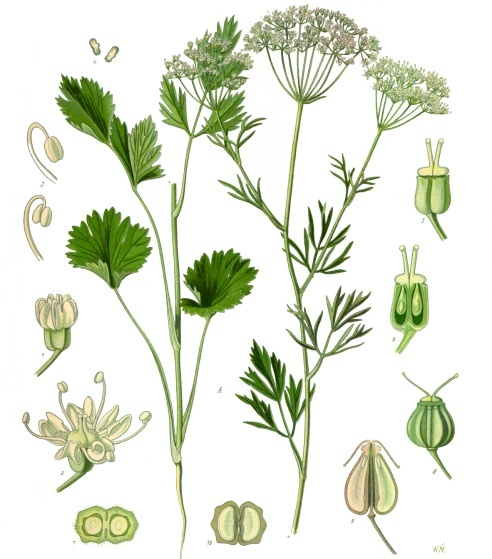
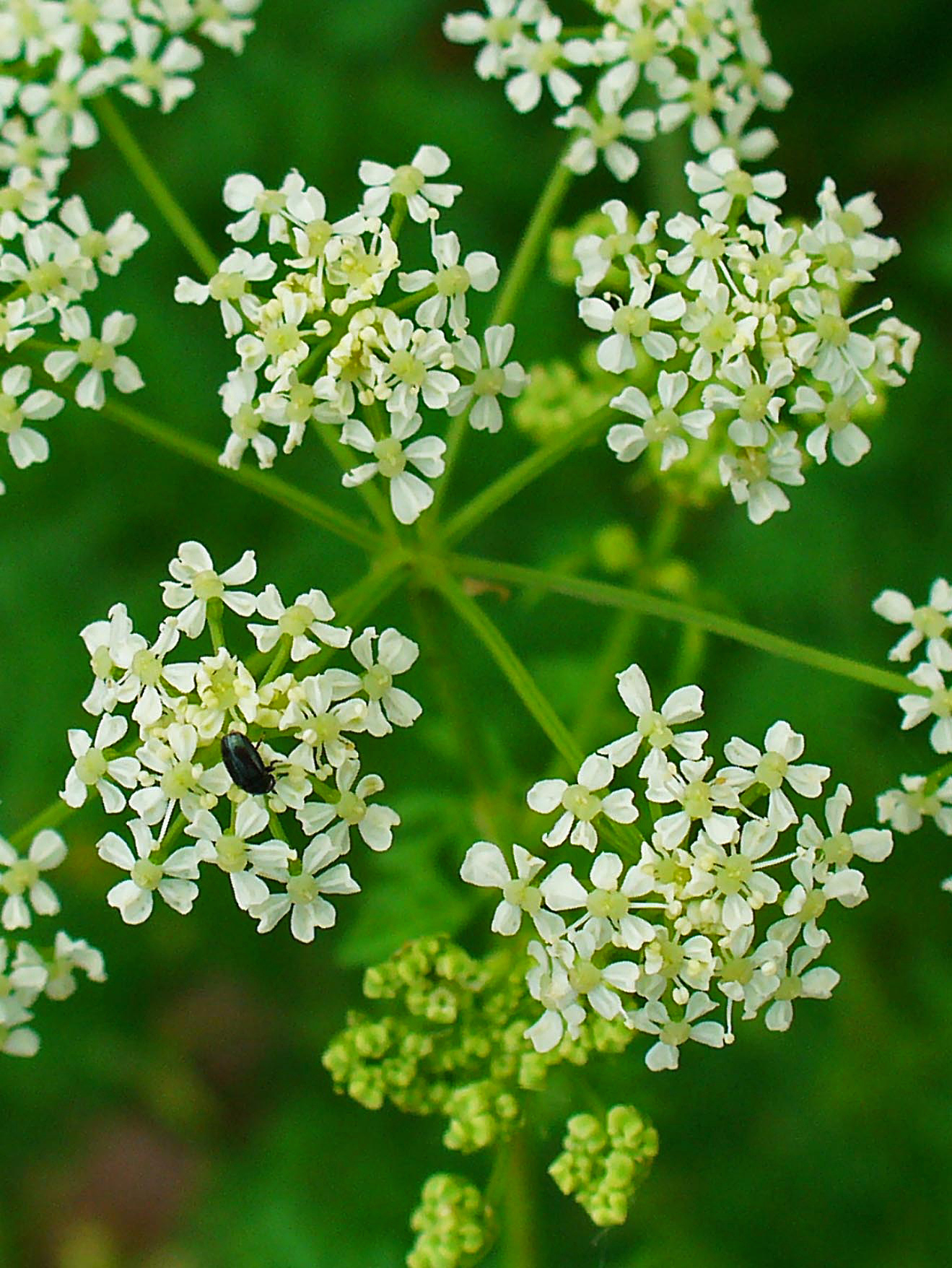
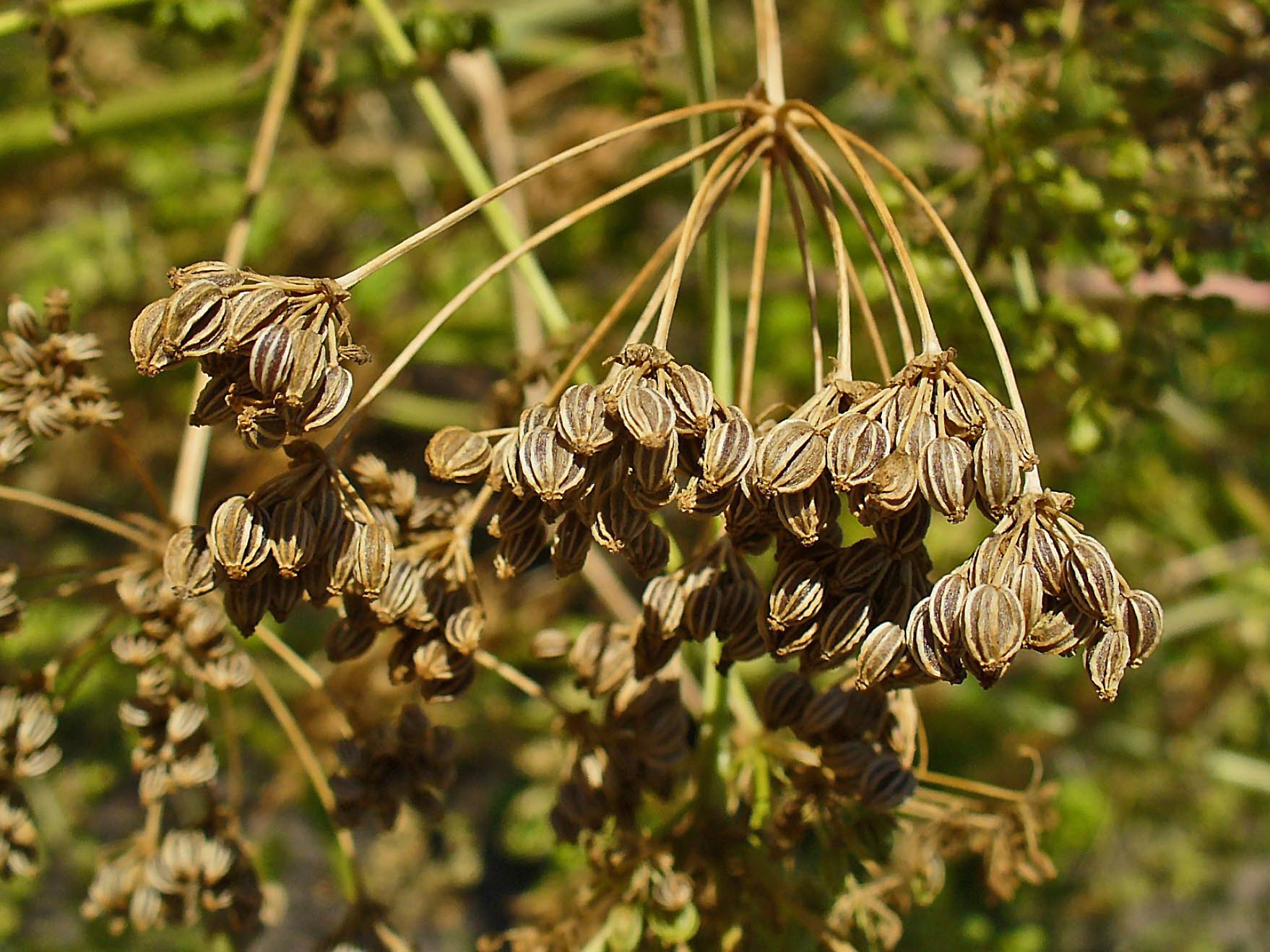
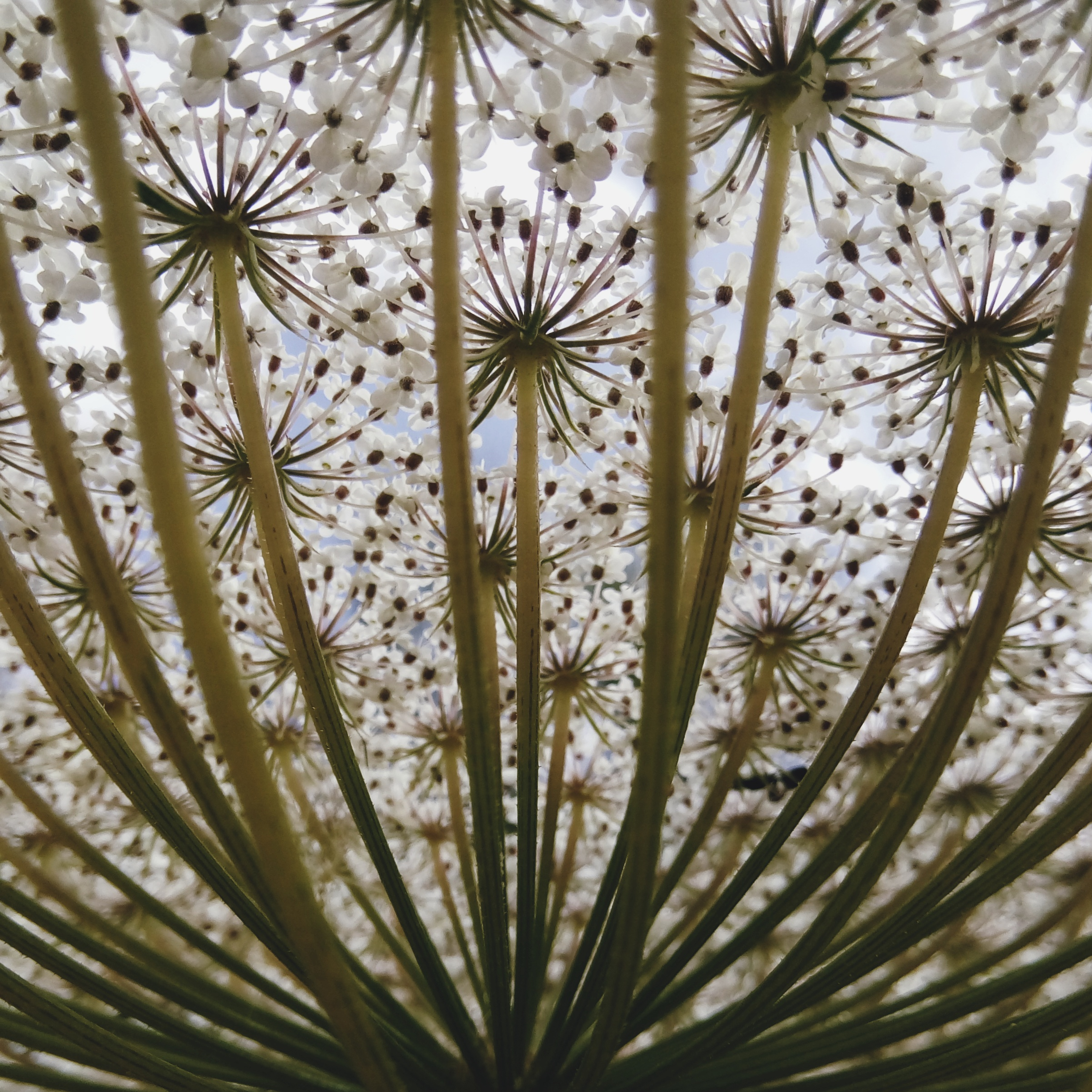
النورة الخيمية في نبات الجزر الشائع (نظرة تحتية)